# Tårnborg Kirke
Tårnborg Kirke er en kirke beliggende ved nordøstsiden af Korsør Nor ca. 6 km fra Korsør og sognekirke for Tårnborg Sogn. Den stammer fra omkring år 1200, da den blev bygget i forbindelse med det kongelige fæstningsværk Tårnborg, der lå ca. 100 meter vest for kirken. I dag er der kun en høj tilbage.
Kirken mistede betydning i årene 1350-1425, da fæstningen blev revet ned og flyttet til det nuværende Korsør.
Skibet rummer ca. 200 siddepladser. Orgelet er bygget af I. Starup & Søn i 1974 og har 12 stemmer.
Kirken har en altertavle udført af Charlotte Oxholm.